# 弾性線維
弾性線維（だんせいせんい、英: elastic fiber）、弾力線維（だんりょくせんい）またはエラスチン線維（エラスチンせんい）は、タンパク質（主にエラスチン）の束から構成される、細胞外マトリックスの必須の構成要素である。線維芽細胞、内皮細胞、平滑筋細胞、気道上皮細胞などさまざまな細胞種から産生される。弾性線維は何倍にも伸長することができ、また弛緩した場合にはエネルギーを喪失することなく元の長さに戻ることができる。弾性線維にはエラウニン、オキシタラン線維も含まれる場合がある。
弾性線維はエラストジェネシス（elastogenesis）と呼ばれる過程によって形成される。この過程はきわめて複雑であり、ファイブリン4、ファイブリン5、LTBP4、MFAP4など、いくつかの重要なタンパク質が関与する。弾性線維の可溶性単量体型前駆体であるトロポエラスチンは、エラスチン生成細胞によって産生されて細胞表面へ送られる。細胞から分泌された後、トロポエラスチンは直径約200 nmの粒子へと自己重合する。この過程はコアセルベーションと呼ばれ、トロポエラスチンの疎水性ドメイン間の相互作用を伴うエントロピー駆動過程であり、グリコサミノグリカン、ヘパラン硫酸やその他の分子によって媒介される。こうした粒子はさらに融合して直径1–2 μmの球状となり、細胞表面から移動しながら成長を続け、フィブリリンからなるミクロフィブリルの足場に沈着する。
ミクロフィブリル上に沈着したトロポエラスチンは、リジルオキシダーゼ（LOX）ファミリーやLOX様銅依存性アミンオキシダーゼファミリーのメンバーによって広範にわたって架橋反応が行われることで不溶化し、無定形エラスチン（amorphous elastin）となる。無定形エラスチンはきわめて弾力性の高い不溶性ポリマーであり、ヒトの一生を通じて代謝的に安定である。これら2つのファミリーの酵素はトロポエラスチンに含まれる多くのリジン残基と反応し、酸化的脱アミノ化によって反応性アルデヒドやアリジンを形成する。
こうした反応性アルデヒドやアリジンは他のリジンやアリジン残基と反応し、デスモシンやイソデスモシン、その他多くの他官能性架橋を形成し、周囲のトロポエラスチン分子を連結して広く架橋されたエラスチンマトリックスを作り出す。この過程によって多種多様な分子内・分子間架橋が形成され、エラスチンの耐久性や持続性に寄与している。架橋型エラスチンの維持は、LOXL1などいくつかのタンパク質によって担われている。
成熟型弾性線維は無定形エラスチンのコアからなり、グリコサミノグリカン、ヘパラン硫酸、そしてミクロフィブリル結合性糖タンパク質、フィブリリン、ファイブリン、エラスチン受容体といったタンパク質に囲まれている。

## 分布

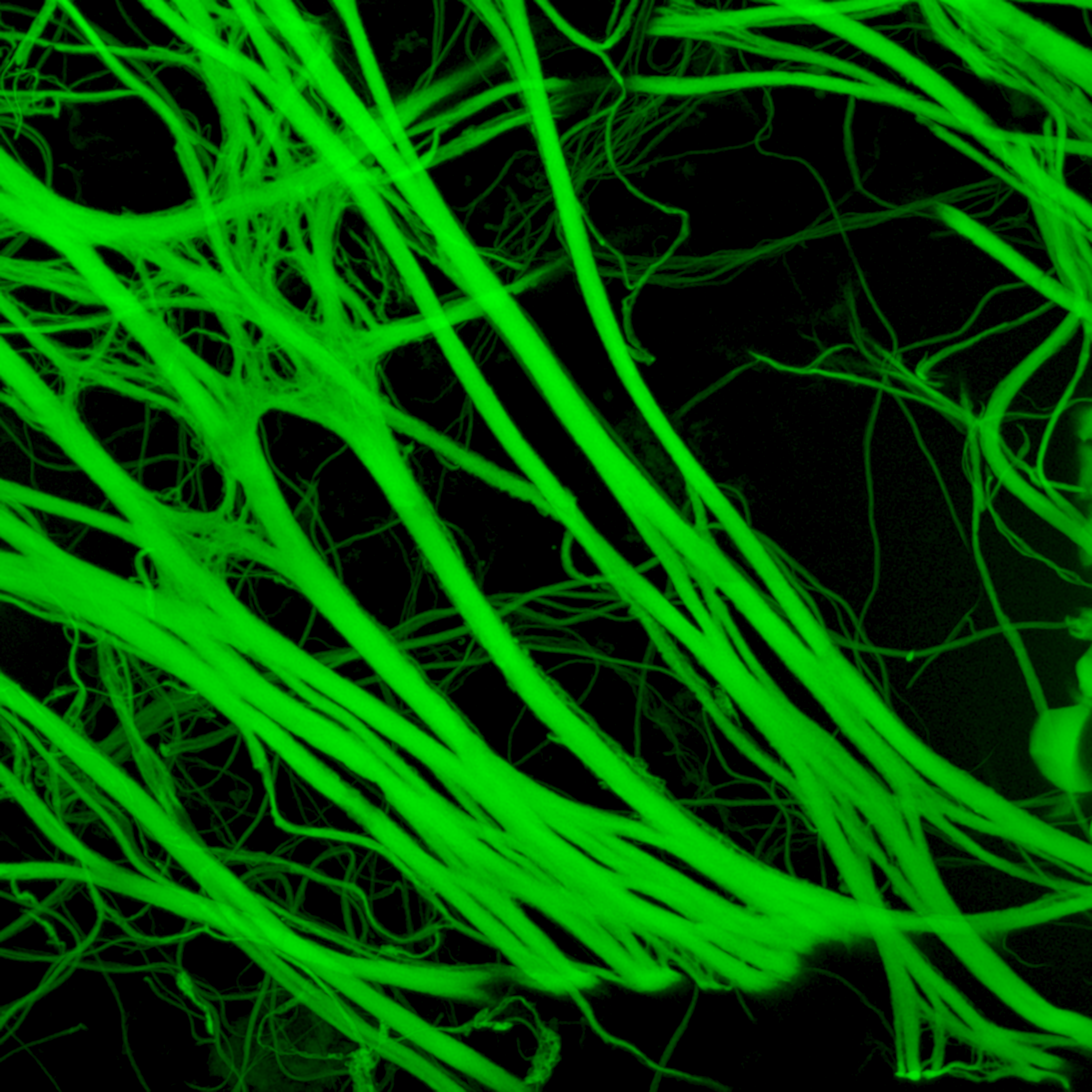
ヒト肺の臓側胸膜の太い弾性線維

弾性線維は、皮膚、肺、動脈、静脈、固有結合組織、弾性軟骨、胚組織やその他機械的伸展の必要性がある組織に存在している。肺には太い弾性線維と細い（微細な）弾性線維が存在する。
弾性線維は瘢痕、ケロイド、皮膚線維腫には存在せず、斑状皮膚萎縮症では大きく減少しているか、または存在しない。

## 組織学
組織切片中の弾性線維は、アルデヒド・フクシン染色、オルセイン染色、ワイゲルト染色によって良く染色される。
PBT（permanganate-bisulfite-toluidine blue）反応は、偏光下で弾性線維を観察するための選択的かつ高感度の手法であり、複屈折によって弾性線維中のエラスチン分子のきわめて規則的構造が示される。通常の光学顕微鏡でこうした構造を観察することは容易ではない。

## 欠陥と疾患
皮膚弛緩症やウィリアムズ症候群ではエラスチンマトリックスに欠陥がみられ、エラスチン遺伝子の変化が直接関係している。
α1-アンチトリプシン欠乏症では、エラスターゼを主としたプロテアーゼによってエラスチンが過剰に破壊され、COPDに至る可能性がある。
Buschke-Ollendorff症候群、メンケス病、弾性線維性仮性黄色腫、マルファン症候群は、銅代謝やリジルオキシダーゼの欠陥、もしくはミクロフィブリルの欠陥（フィブリリンやファイブリンの欠陥）と関連している。
ハーラー症候群はライソゾーム病の1つであり、弾性線維形成の欠陥と関連している。

## 弾性線維症
弾性線維症（エラストーシス、elastosis）は組織に弾性線維が蓄積する疾患であり、変性疾患の一種である。その原因は多くあるが、最も一般的なものは皮膚の日光弾性線維症（光線性弾性線維症）であり、太陽光へ長期間過剰に曝露することで光老化と呼ばれる過程によって引き起こされる。その他、蛇行性穿孔性弾性線維症、perforating calcific elastosis、linear focal elastosisなどがある。
| 疾患                               | 特徴                                                                                             | 組織病理 |
| ---------------------------------- | ------------------------------------------------------------------------------------------------ | -------- |
| 日光弾性線維症（光線性弾性線維症） | 真皮の乳頭層と網状層のコラーゲン線維がエラスチンに置き換わる                                     |          |
| 蛇行性穿孔性弾性線維症             | 変性した弾性線維が経表皮的に排出される                                                           |          |
| Perforating calcific elastosis     | 真皮内で短い弾性線維が凝集する                                                                   |          |
| Linear focal elastosis             | 真皮乳頭層に断片化した弾性線維性物質（elastotic material）が蓄積し、弾性線維が経皮的に排出される |          |